# Pardosa dondalei
Pardosa dondalei este o specie de păianjeni din genul Pardosa, familia Lycosidae, descrisă de Jiménez, 1986. Conform Catalogue of Life specia Pardosa dondalei nu are subspecii cunoscute.